# 広島県道412号牧油木線
広島県道412号牧油木線（ひろしまけんどう412ごう まきゆきせん）は、広島県神石郡神石高原町を通る一般県道である。

## 概要
神石郡神石高原町牧から神石郡神石高原町油木に至る。

### 路線データ
- 起点：神石郡神石高原町牧（広島県道25号三原東城線交点）
- 終点：神石郡神石高原町油木（油木高校入口交差点、国道182号交点）
- 実延長：9.02 km

## 路線状況

### 重複区間
- 広島県道259号帝釈峡井関線（神石郡神石高原町草木：約0.6 km）

## 地理

### 通過する自治体
- 神石郡神石高原町

### 交差する道路
| 交差する道路                           | 交差する場所 | 交差する場所              |
| -------------------------------------- | ------------ | ------------------------- |
| 広島県道25号三原東城線                 | 牧           | 起点                      |
| 広島県道415号草木高光線                | 草木         |                           |
| 広島県道259号帝釈峡井関線 重複区間起点 | 草木         |                           |
| 広島県道259号帝釈峡井関線 重複区間終点 | 草木         |                           |
| 国道182号 国道314号 重複               | 油木         | 油木高校入口交差点 / 終点 |

### 沿線
- 牧郵便局
- 広島県立油木高等学校